# Cirrodiana bella
Cirrodiana bella là một loài bướm đêm trong họ Noctuidae.